# Melitaea kempeleni
Melitaea kempeleni är en fjärilsart som beskrevs av Aigner-abafi 1906. Melitaea kempeleni ingår i släktet Melitaea och familjen praktfjärilar. Inga underarter finns listade i Catalogue of Life.